# 중간값 필터
중간값 필터(median filter)는 비선형 디지털 필터 기술로 이미지나 기타 신호로부터 신호 잡음을 제거하는 데 자주 이용되며, 통상적으로 이미지 프로세싱에서 윤곽선 감지 같은 높은 수준의 처리를 수행하기 전 단계인 이미지에 고성능 잡음 제거를 수행하는 데 필요하다.
중간값 필터는 이미지 프로세싱에서 자주 이용되며, 특히 스펙클 노이즈나 작은 반점들을 줄이는 데 유용하다. 중간값 필터의 윤곽선 보호 성질은 원치 않는 윤곽선 번짐이 있는 경우에 유용하다.

## 같이 보기
- 이미지 노이즈
- 평활화
- 하이패스 필터